# Jessy Moulin
Jessy Moulin, född 13 januari 1986, är en fransk fotbollsmålvakt.

## Karriär

### Saint-Étienne
Moulin kom till Saint-Étienne som 13-åring. Säsongen 2008/2009 blev Moulin utlånad till Arles-Avignon, där han spelade 26 ligamatcher i Championnat National. Säsongen 2009/2020 lånades Moulin ut till Fréjus, där han spelade 15 ligamatcher i Championnat National.
Moulin debuterade för Saint-Étienne i Ligue 1 den 15 maj 2011 i en 2–1-förlust mot Rennes, där han blev inbytt i den 53:e minuten mot Jérémie Janot. Säsongen 2011/2012 lånades Moulin ut till Ligue 2-klubben Clermont Foot, där han endast spelade två ligamatcher. Den 13 augusti 2013 förlängde Moulin sitt kontrakt i Saint-Étienne fram till juni 2016. I oktober 2016 förlängde han sitt kontrakt i klubben fram till 2020.
Den 17 januari 2019 förlängde Moulin sitt kontrakt i Saint-Étienne fram till juni 2022. Inför säsongen 2020/2021 blev Moulin utsedd till klubbens förstemålvakt av tränaren Claude Puel, efter att tidigare varit andremålvakt bakom Stéphane Ruffier under flera säsonger. Han spelade 29 ligamatcher under säsongen och var under vissa av matcherna även klubbens lagkapten.

### Troyes
Den 19 juli 2021 värvades Moulin av Troyes, där han skrev på ett tvåårskontrakt. Moulin debuterade den 18 december 2021 mot Nancy i Coupe de France, där Troyes blev utslagna efter straffar.
Som 37-åring meddelade Moulin i augusti 2023 att han avslutade sin fotbollskarriär.